# Erich Lindenlaub
Erich Lindenlaub (* 21. Dezember 1930 in Vesser; † 16. Januar 2019 in Rodewisch) war ein deutscher Skilangläufer.
Lindenlaub, der für den SC Dynamo Klingenthal startete, kam bei den deutschen Meisterschaften 1953 auf den dritten Platz mit der DDR-Staffel und belegte bei seiner einzigen Teilnahme an Olympischen Winterspielen im Januar 1956 in Cortina d’Ampezzo den 33. Platz im 30-km-Lauf. Bei den DDR-Skimeisterschaften 1956 errang er den zweiten Platz mit der Staffel. In den folgenden Jahren wurde er bei den DDR-Skimeisterschaften 1957, DDR-Skimeisterschaften 1958 und bei den DDR-Skimeisterschaften 1959 jeweils Dritter mit der Staffel. Zudem holte er im Jahr 1958 im 50-km-Lauf seinen einzigen Einzeltitel bei DDR-Skimeisterschaften. Im Jahr 1960 lief er bei den DDR-Skimeisterschaften jeweils auf den dritten Platz über 15 km und 50 km sowie siegte mit der Vereinsstaffel.